# Eleições presidenciais na Itália em 2015
As eleições presidenciais na Itália em 2015 foram realizadas entre 29 e 31 de janeiro de 2015, após a renúncia do presidente Giorgio Napolitano a 14 de janeiro de 2015, no final do semestre da presidência italiana do Conselho da União Europeia, embora o seu segundo mandato expirasse apenas a 22 de abril de 2020, como amplamente antecipado nos meses anteriores.
O cargo foi exercido no momento da eleição pelo presidente do Senado, Pietro Grasso, em exercício interino. Apenas os membros do Parlamento italiano e delegados regionais têm direito de voto. Enquanto Chefe de Estado da República Italiana, o Presidente tem um papel de representação da unidade nacional e garante que a política italiana cumpre a Constituição italiana, no âmbito de um sistema parlamentar.
A 31 de janeiro, após quatro ronda de votação, Sergio Mattarella, juiz do Tribunal Constitucional foi eleito Presidente da República Italiana com 665 votos em 1009.

## Resultados
| Candidato               | Candidato                | Partidos apoiantes             | 1ª Volta  | 1ª Volta        | 2ª Volta  | 2ª Volta        | 3ª Volta  | 3ª Volta        | 4ª Volta  | 4ª Volta        |
| Candidato               | Candidato                | Partidos apoiantes             | Votos     | %               | Votos     | %               | Votos     | %               | Votos     | %               |
| ----------------------- | ------------------------ | ------------------------------ | --------- | --------------- | --------- | --------------- | --------- | --------------- | --------- | --------------- |
|                         | Ferdinando Imposimato    | Movimento 5 Estrelas           | 120 / 975 | 12,31 / 100,00  | 123 / 953 | 12,91 / 100,00  | 126 / 969 | 13,00 / 100,00  | 127 / 995 | 12,76 / 100,00  |
|                         | Vittorio Feltri          | Liga Norte, Irmãos de Itália   | 49 / 975  | 5,03 / 100,00   | 51 / 953  | 5,35 / 100,00   | 56 / 969  | 5,78 / 100,00   | 46 / 995  | 4,62 / 100,00   |
|                         | Luciana Castellina       | Esquerda, Ecologia e Liberdade | 37 / 975  | 3,79 / 100,00   | 34 / 953  | 3,57 / 100,00   | 33 / 969  | 3,41 / 100,00   |           |                 |
|                         | Emma Bonino              | Radicais Italianos             | 25 / 975  | 2,56 / 100,00   | 23 / 953  | 2,41 / 100,00   | 23 / 969  | 2,37 / 100,00   | 2 / 995   | 0,20 / 100,00   |
|                         | Stefano Rodotà           | Independente                   | 23 / 975  | 2,36 / 100,00   | 22 / 953  | 2,31 / 100,00   | 22 / 969  | 2,27 / 100,00   | 17 / 995  | 1,71 / 100,00   |
|                         | Gabriele Albertini       | Independente                   | 14 / 975  | 1,44 / 100,00   |           |                 |           |                 |           |                 |
|                         | Claudio Sabelli Fioretti | Independente                   | 11 / 975  | 1,13 / 100,00   | 14 / 953  | 1,47 / 100,00   | 8 / 969   | 0,83 / 100,00   |           |                 |
|                         | Romano Prodi             | Independente                   | 9 / 975   | 0,92 / 100,00   | 5 / 953   | 0,52 / 100,00   | 3 / 969   | 0,31 / 100,00   | 2 / 995   | 0,20 / 100,00   |
|                         | Mauro Morelli            | Independente                   | 9 / 975   | 0,92 / 100,00   |           |                 |           |                 |           |                 |
|                         | Massimo Caleo            | Independente                   | 8 / 975   | 0,82 / 100,00   |           |                 |           |                 |           |                 |
|                         | Marcello Gualdani        | Independente                   | 6 / 975   | 0,61 / 100,00   | 10 / 953  | 1,05 / 100,00   | 7 / 969   | 0,72 / 100,00   |           |                 |
|                         | Sergio Mattarella        | Independente                   | 5 / 975   | 0,51 / 100,00   | 4 / 953   | 0,42 / 100,00   | 4 / 969   | 0,41 / 100,00   | 665 / 995 | 66,83 / 100,00  |
|                         | Pier Luigi Bersani       | Independente                   | 5 / 975   | 0,51 / 100,00   | 2 / 953   | 0,21 / 100,00   |           |                 |           |                 |
|                         | Lucio Barani             | Independente                   | 4 / 975   | 0,41 / 100,00   | 3 / 953   | 0,31 / 100,00   | 21 / 969  | 2,17 / 100,00   |           |                 |
|                         | Giuseppe Scognamiglio    | Independente                   | 4 / 975   | 0,41 / 100,00   | 2 / 953   | 0,21 / 100,00   |           |                 |           |                 |
|                         | Antonio Martino          | Independente                   | 3 / 975   | 0,31 / 100,00   |           |                 |           |                 | 2 / 995   | 0,20 / 100,00   |
|                         | Giuseppe Pagano          | Independente                   | 3 / 975   | 0,31 / 100,00   | 7 / 953   | 0,73 / 100,00   | 11 / 969  | 1,14 / 100,00   |           |                 |
|                         | Ignazio Messina          | Independente                   | 3 / 975   | 0,31 / 100,00   | 3 / 953   | 0,31 / 100,00   | 3 / 969   | 0,31 / 100,00   |           |                 |
|                         | Agostino Marianetti      | Independente                   | 3 / 975   | 0,31 / 100,00   | 2 / 953   | 0,21 / 100,00   |           |                 |           |                 |
|                         | Ricardo Antonio Merlo    | Independente                   | 3 / 975   | 0,31 / 100,00   |           |                 |           |                 |           |                 |
|                         | Paolo Mieli              | Independente                   | 3 / 975   | 0,31 / 100,00   |           |                 |           |                 |           |                 |
|                         | Antonello Zitelli        | Independente                   | 3 / 975   | 0,31 / 100,00   |           |                 |           |                 |           |                 |
|                         | Ezio Greggio             | Independente                   | 2 / 975   | 0,21 / 100,00   | 3 / 953   | 0,31 / 100,00   | 2 / 969   | 0,21 / 100,00   |           |                 |
|                         | Anna Finocchiaro         | Independente                   | 2 / 975   | 0,21 / 100,00   | 2 / 953   | 0,21 / 100,00   |           |                 |           |                 |
|                         | Dario Baldini D'Amato    | Independente                   | 2 / 975   | 0,21 / 100,00   |           |                 |           |                 |           |                 |
|                         | Santo Versace            | Independente                   |           |                 | 6 / 953   | 0,63 / 100,00   |           |                 |           |                 |
|                         | Paola Severino           | Independente                   |           |                 | 5 / 953   | 0,52 / 100,00   |           |                 |           |                 |
|                         | Antonio Razzi            | Independente                   |           |                 | 4 / 953   | 0,42 / 100,00   | 2 / 969   | 0,21 / 100,00   |           |                 |
|                         | Gian Carlo Sangalli      | Independente                   |           |                 | 4 / 953   | 0,42 / 100,00   |           |                 |           |                 |
|                         | Mauro Guerra             | Independente                   |           |                 | 3 / 953   | 0,31 / 100,00   | 5 / 969   | 0,52 / 100,00   |           |                 |
|                         | Franco Frattini          | Independente                   |           |                 | 2 / 953   | 0,21 / 100,00   | 2 / 969   | 0,21 / 100,00   |           |                 |
|                         | Luciano Cimmino          | Independente                   |           |                 | 2 / 953   | 0,21 / 100,00   |           |                 |           |                 |
|                         | Francesco Guccini        | Independente                   |           |                 |           |                 | 4 / 969   | 0,41 / 100,00   |           |                 |
|                         | Luigi Manconi            | Independente                   |           |                 |           |                 | 4 / 969   | 0,41 / 100,00   |           |                 |
|                         | Angelo Perrino           | Independente                   |           |                 |           |                 | 3 / 969   | 0,31 / 100,00   |           |                 |
|                         | Antonio Palmieri         | Independente                   |           |                 |           |                 | 3 / 969   | 0,31 / 100,00   |           |                 |
|                         | Ernesto Abaterusso       | Independente                   |           |                 |           |                 | 2 / 969   | 0,21 / 100,00   |           |                 |
|                         | Pier Ferdinando Casini   | Independente                   |           |                 |           |                 | 2 / 969   | 0,21 / 100,00   |           |                 |
|                         | Michele Emiliano         | Independente                   |           |                 |           |                 | 2 / 969   | 0,21 / 100,00   |           |                 |
|                         | Giovanni Malagò          | Independente                   |           |                 |           |                 | 2 / 969   | 0,21 / 100,00   |           |                 |
|                         | Luigi Marino             | Independente                   |           |                 |           |                 | 2 / 969   | 0,21 / 100,00   |           |                 |
|                         | Vincenzo Olita           | Independente                   |           |                 |           |                 | 2 / 969   | 0,21 / 100,00   |           |                 |
|                         | Pasquale Sollo           | Independente                   |           |                 |           |                 | 2 / 969   | 0,21 / 100,00   |           |                 |
|                         | Andrea Vecchio           | Independente                   |           |                 |           |                 | 2 / 969   | 0,21 / 100,00   |           |                 |
|                         | Giorgio Napolitano       | Independente                   |           |                 |           |                 |           |                 | 2 / 995   | 0,20 / 100,00   |
| Outros candidatos       | Outros candidatos        | Outros candidatos              | 48 / 975  | 4,92 / 100,00   | 61 / 953  | 6,40 / 100,00   | 70 / 969  | 7,22 / 100,00   | 14 / 995  | 1,41 / 100,00   |
| Votos em Branco         | Votos em Branco          | Votos em Branco                | 538 / 975 | 55,18 / 100,00  | 531 / 953 | 55,72 / 100,00  | 513 / 969 | 52,94 / 100,00  | 105 / 995 | 10,55 / 100,00  |
| Votos Inválidos         | Votos Inválidos          | Votos Inválidos                | 33 / 975  | 3,38 / 100,00   | 26 / 953  | 2,73 / 100,00   | 27 / 969  | 2,70 / 100,00   | 13 / 995  | 1,31 / 100,00   |
| Total                   | Total                    | Total                          | 975 / 975 | 100,00 / 100,00 | 953 / 953 | 100,00 / 100,00 | 969 / 969 | 100,00 / 100,00 | 995 / 995 | 100,00 / 100,00 |
| Eleitorado/Participação | Eleitorado/Participação  | Eleitorado/Participação        | 1009      | 96,63 / 100,00  | 1009      | 94,45 / 100,00  | 1009      | 96,04 / 100,00  | 1009      | 98,61 / 100,00  |